# Anna Dymna
Anna Dymna (pronunție [ˈanna ˈdɨmna], născută Dziadyk [ˈd͡ʑadɨk], n. 20 iulie 1951, Legnica, Republica Populară Polonă, Polonia) este o actriță poloneză de origine armeană de televiziune, film și teatru. Anna a pus bazele unei fundații caritabile denumită Mimo Wszystko (cu sensul de La urma urmei).

## Carieră
Anna Dymna a intenționat să studieze psihologia înainte de a se decide să susțină un examen de admitere la Academia de Arte Dramatice Ludwik Solski din Cracovia. În timp ce a studiat, Dymna a fost deja actriță a Teatrului Juliusz Słowacki din Cracovia. În 1969, ea a jucat interpretat Isia și Chochoł în piesă de teatru din 1901 a lui Stanisław Wyspiański, Wesele (cu sensul de Nunta). 
Dymna a debutat în film în timpul studenției. A jucat un rol (Katarzyna) în filmul lui Henryk Kluba, Pięć i pół bladego Józka (1971), dar, deoarece acest film nu a fost niciodată prezentat pe marele ecrane, primul ei rol oficial este considerat rolul Gabrysia în filmul Szerokiej drogi, kochanie regizat de Andrzej J. Piotrowski. Dymna a ajuns populară în rândul telespectatorilor polonezi datorită rolului Klarysa (contesa Horvath) din serialul TV Janosik (1973) despre eroul național slovac Juraj Jánošík. (A reprimit acest rol în filmul omonim din 1974 bazat pe acest serial; în regia lui Jerzy Passendorfer). Rolul ulterior ca Ania Pawlak în două filme de comedie idol poloneze (Nie ma mocnych și Kochaj, albo rzuć) s-a dovedit a fi și mai reușit. Anna Dymna a apărut și în mai multe filme melodramatice regizate de Jerzy Hoffman.
Dymna a fost angajată la Teatrul Național Helena Modrzejewska din Cracovia imediat după absolvirea ei în 1973 și a evoluat de atunci pe scena acestui teatru. Rolurile ei majore au inclus personaje de femei frumoase, ca de exemplu Kora în Noc listopadowa („Noaptea de noiembrie”); Anna în Warszawianka („Doamna din Varșovia”) sau Ania în Livada de vișini de Anton Cehov. Mai târziu a jucat și în Muntele vrăjit de Thomas Mann; Exilați de James Joyce sau în Maestrul și Margareta de Mihail Bulgakov.
Dymna a fost distribuită în aproximativ 250 de roluri de teatru și cinematografice. A fost apreciată pentru talentul și aspectul ei de fetiță care „emană prospețime, naturalețe și farmec”. Fotografiile ei au decorat coperțile revistelor, dar frumusețea ei a devenit, într-un fel, un obstacol în interpretarea unor personaje mai mature. O astfel de posibilitate a apărut în a doua jumătate a anilor 1980, când a suferit schimbări fizice datorită faptului că a devenit mamă.
În 2002, Dymna a inițiat Salonul de Poezie din Cracovia, care s-a transformat într-o întâlnire săptămânală de lectură de poezie a celor mai distinși actori și poeți. Întâlnirea are loc în fiecare duminică la Teatrul Juliusz Słowacki, dar au fost create filiale separate în alte orașe ale Poloniei, de exemplu în Częstochowa, Gdańsk, Opole și Tarnów. Salonul de poezie din Cracovia a primit premiul Nike în 2003 pentru „cea mai interesantă activitate culturală din regiune”.

## Munca de caritate
Dymna este implicată în munca de caritate de mai mulți ani. În 1999 a început cooperarea cu Fundația Sf. Frate Albert, care organizează spectacole de caritate pentru a ajuta persoanele cu handicap cu diferite terapii și tratamente medicale. Doi ani mai târziu a creat Festivalul Național de Teatru și Muzică al Persoanelor cu Handicap „Albertiana”.
În cele din urmă, în anul 2003, Dymna și-a înființat propria fundație caritabilă, numită Mimo Wszystko („La urma urmei”), care are ca scop îmbunătățirea condițiilor de viață ale persoanelor sărace și cu dizabilități. Acest scop trebuie atins prin diminuarea treptată a barierelor mentale care există între persoanele cu dizabilități și cetățenii sănătoși ai societății, precum și prin egalizarea oportunităților pentru aceștia.
Dymna este, de asemenea, co-autoare a unui program TV, Spotkajmy się („Să ne cunoaștem”), în care vorbește cu oaspeții săi bolnavi și cu dizabilități despre „dragoste, acceptare, singurătate, fericire, credință și speranță”. Programul are loc într-o atmosferă intimă și pașnică.
Ea a sprijinit, de asemenea, misiuni pentru ajutorarea refugiaților din Kosovo.

## Viața privată
Dymna a fost căsătorită cu artistul Wiesław Dymny din 1973 până la moartea acestuia în 1978. Ea a subliniat adesea impactul pe care l-a avut primul ei soț asupra ei, datorită personalității sale colorate. La 20 de ani de la moartea sa, ea i-a cerut trupei Big Cyc, formația preferată a fiului ei, să scrie trei piese pe baza textelor lui Wiesław Dymny.
S-a recăsătorit în 1983 cu Zbigniew Szota și au avut împreună un fiu, Michał (născut în 1985). Au divorțat în 1989. Mai târziu s-a căsătorit pentru a treia oară. Actualul ei soț, Krzysztof Orzechowski, este actor și regizor de teatru.

## Premii
Anna Dymna a primit numeroase premii importante pentru realizările sale artistice, inclusiv premiul rusesc Masca de Aur (în rusă Золотая Маска în 1996, 1999, 2000; Ecranul de Aur în 1984 și Leul de Aur în 1994.
Președintele Poloniei Aleksander Kwaśniewski i-a acordat în 2004 Crucea Ofițerului Ordinului Polonia Restituta. Copiii cu dizabilități i-au acordat Ordinul Zâmbetului (Order Uśmiechu) pentru implicarea ei în munca de caritate, în același an.
Printre alte premii remarcabile primite de Anna Dymna se numără:
- Crucea de Merit (din argint) (1989)
- Rața de aur (Złota Kaczka, 1993)
- Premiul Aleksandra Zelwerowicz (1994)
- Medalia Sf. Frate Albert (2000)
- Superwiktor (2004)
- Prietenul integrării (2004)
- Ordinul Ecce Homo (2005)
- Medalia de merit a Societății Medicilor Polonezi (2006)
- Medalia Sf. Gheorghe (2006)
- Medalia Fundației Marea orchestră a carității de Crăciun (Wielka Orkiestra Świątecznej Pomocy, 2007)
- Femeia anului 2006 din partea revistei Twój Styl (2007)
- Diploma Benemerenti (2007)
- Super Lodołamacz (2007)[9]

## Filmografie

### Filme de cinema
- 1971: 150 na godzinę − ca Ania, iubita lui Marcin
- 1971: Szerokiej drogi, kochanie −  Gabrysia
- 1971: Diament radży −  córka dyktatora
- 1971: Pięć i pół bladego Józka −  Katarzyna
- 1971: Jak daleko stąd, jak blisko −  dziewczyna
- 1973: Janosik (serial) −  hrabianka Klarysa Horvath
- 1973: Sekret −  studentka Urszula
- 1973: Z życia nicponia − 4 roluri: o frumusețe, o țărancă, cameristă, servitoare
- 1973: Droga −  Ania Pawlak (odc. 5)
- 1974: Janosik −  hrabianka Klarysa Horvath
- 1974: Najważniejszy dzień życia −  Iwona (odc. 9)
- 1974: Nie ma mocnych −  Ania Pawlakówna
- 1974: Klucze −  Hanka
- 1976: Imposibila poveste de dragoste −  Melania Barska
- 1977: Okrągły tydzień −  smok
- 1977: Kombinator −  Isel
- 1977: Pasja −  Magdalena
- 1977: Kochaj albo rzuć −  Ania Pawlakówna
- 1978: Do krwi ostatniej... −  Ania
- 1978: Węgierska rapsodia −  Hanna
- 1978: Wesela nie będzie −  Małgosia
- 1979: Do krwi ostatniej (serial) −  Ania Gawlik
- 1980: Yvonne −  Yvonne
- 1980: Królowa Bona −  Barbara Radziwiłłówna
- 1981: Vraciul (Znachor) −  Maria Jolanta Wilczur
- 1982: Dolina Issy −  Magdalena
- 1982: Epitafium dla Barbary Radziwiłłówny −  Barbara Radziwiłłówna
- 1983: Wedle wyroków twoich... −  Rachel
- 1983: Przeznaczenie −  Hanna P.
- 1983: Na odsiecz Wiedniowi −  Maria Kazimiera
- 1983: Ostrze na ostrze −  Konstancja Zgurska
- 1984: Rycerze i rabusie −  Konstancja Zgurska (odc. 7)
- 1985: Osobisty pamiętnik grzesznika przez niego samego spisany −  Dominika
- 1988: Schodami w górę, schodami w dół −  baronowa
- 1988: Mistrz i Małgorzata −  Małgorzata
- 1988: Pole niczyje −  Wityńska
- 1993: Tylko strach −  Katarzyna
- 1994: Diabelska edukacja −  matka
- 1994: Dama kameliowa −  Prudencja Duvernoy
- 1994: Śmierć jak kromka chleba −  żona górnika
- 1994: Panna z mokrą głową (serial) −  matka Zbyszka
- 1994: Panna z mokrą głową −  matka Zbyszka
- 1995: Pestka −  Teresa
- 1997: Boża podszewka −  Walunia
- 1998: Siedlisko −  Marianna
- 2000: Duże zwierzę −  Maria Sawicka
- 2001: Wiedźmin −  Nenneke
- 2002: Wiedźmin (serial) −  Nenneke
- 2003: Bez końca −  mamusia
- 2003: Stara baśń – kiedy słońce było bogiem −  Jaga
- 2004: Nasza ulica −  matka Janka
- 2004: Stara baśń – kiedy słońce było bogiem (serial) −  matka Dziwy
- 2005: Wieża −  psychoterapeutka
- 2005: Skazany na bluesa −  Polowa, matka Goli
- 2006: Miłość w przejściu podziemnym −  kobieta w złotych okularach
- 2006: Singurătate în rețea (Samotność w sieci) −  mama Nataliei
- 2007: Odwróceni −  Mariola Żuk
- 2008: Doręczyciel −  Hanna Gorzkowska
- 2009: Blondynka −  zielarka Ożogowa
- 2010: Licencja na wychowanie −  matka Pawła
- 2011: Teama de cădere (Lęk wysokości) −  dr Druch
- 2015: Excentricii. Pe partea însorită a străzii (Excentrycy, czyli po słonecznej stronie ulicy) −  Bayerowa
- 2020: Nieobecni[10] −  Zośka Gajda